# Hans-Karl von Esebeck
Hans-Karl von Esebeck, född 10 juli 1892 i Potsdam död 5 januari 1955 i Dortmund, var en tysk militär. von Esebeck befordrades till generalmajor i april 1941 och till general i pansartrupperna i februari 1944. Han erhöll Riddarkorset av järnkorset i juli 1940.

## Biografi
von Esebeck deltog i första världskriget och belönades då med järnkorset av båda klasserna. Efter kriget tjänstgjorde han inom kavalleriet i Reichswehr.
Den 23 mars 1939 blev han befälhavare för 6. Schützen-Brigade som han ledde under invasionen av Polen 1939. Senare ledde han sin brigad i fälttåget i väst 1940 där han den 4 juli förlänades med riddarkorset. Den 13 maj 1941 sårades han svårt vid Tobruk och tvingades till en sjukhusvistelse. När han kom tillbaka efter sin konvalescens fick han befälet över 2. Panzer-Division på östfronten. Han sårades återigen i augusti 1942 och när han kom tillbaka blev han kårbefälhavare. 
Han avskedades från sin tjänst i armén den 31 december 1944 på grund av sitt samröre med attentatsmännen bakom 20 juli-attentatet och vistades i militärfängelse fram till krigsslutet.

## Befäl
- 6. skyttebrigaden april 1939 – mars 1941
- 15. skyttebrigaden mars – april 1941
- 15. Panzer-Division april – maj 1941
- intagen på sjukhus som skadad maj – juli 1941
- 11. Panzer-Division augusti - december 1941
- 2. Panzer-Division februari - oktober 1942
- kommenderad till Heeresgruppe Mitte för befäl över en stridsgrupp juni – december 1943
- (tf) LVIII. Reserve-Panzerkorps december 1943 – februari 1944
- placerad hos överbefälhavaren i West för särskilda uppdrag februari – april 1944
- militärdistrikt XVII juli 1944
- arresterad och fängslad för delaktighet i 20 juli-attentatet 21 juli 1944 – 8 maj 1945.